# Șuncuiuș
Șuncuiuș (maďarsky Vársonkolyos) je rumunská obec v župě Bihor, asi 40 km východně od města Oradea. Žije zde přibližně 3 000 obyvatel. K obci administrativně patří i tři okolní vesnice.

## Části obce
- Șuncuiuș – 1 627 obyvatel
- Bălnaca – 943 obyvatel
- Bălnaca-Groși – 113 obyvatel
- Zece Hotare – 280 obyvatel